# Sloanova velká zeď

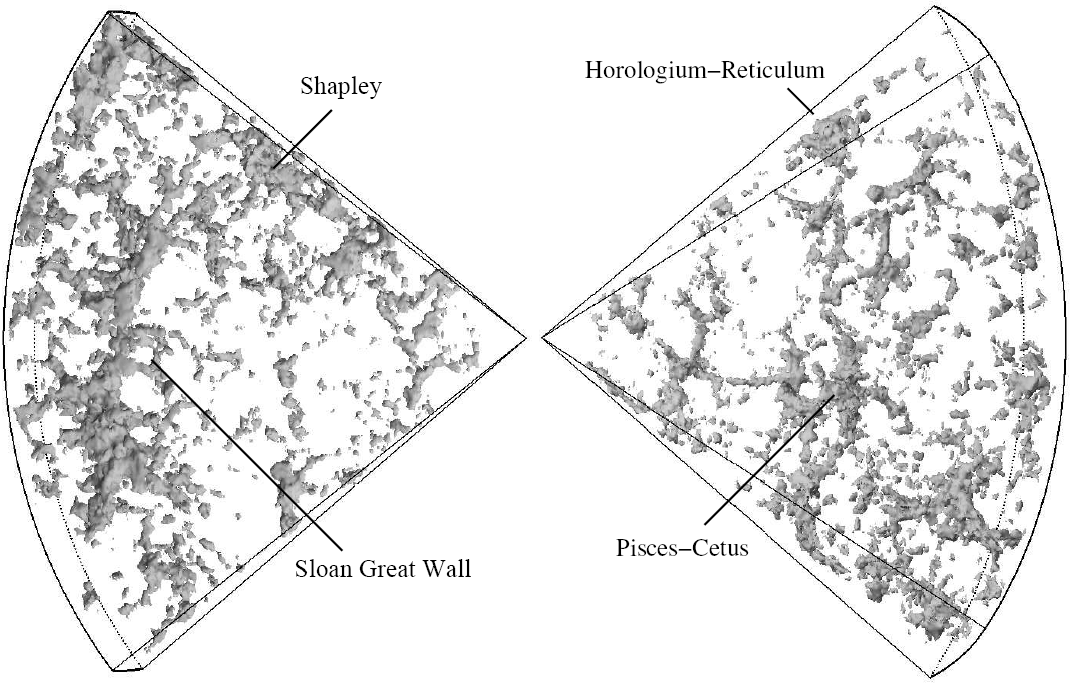
Sloanova velká zeď v DTFE rekonstrukci z 2dF Galaxy Redshift Survey

Sloanova velká zeď (Sloan Great Wall, zkráceně SGW) je obrovská kosmická struktura tvořená galaxiemi uspořádanými do vlákna (filamentu). Byla objevena v roce 2003 na základě dat z projektu Sloan Digital Sky Survey (SDSS). Tato struktura patří mezi největší známé útvary ve vesmíru, její délka činí přibližně 1,37 miliardy světelných let.

## Vlastnosti
Sloanova velká zeď se nachází ve vzdálenosti přibližně 1 miliardy světelných let od Země a leží v oblastech souhvězdí Havrana, Hydry a Kentaura. S rozměrem odpovídajícím přibližně 1/60 průměru pozorovatelného vesmíru patří mezi největší známé kosmické struktury.
SGW zahrnuje několik nadkup galaxií, přičemž největší a nejbohatší z nich je známá jako SCl 126, která se nachází v nejhustší části celé struktury. Podle dostupných dat je Sloanova velká zeď přibližně 2,7krát delší než Velká stěna CfA2, objevená v roce 1989.

## Objev a výzkum
Sloanova velká zeď byla objevena týmem vedeným J. Richardem Gottem III a Máriem Jurićem z Princetonské univerzity. Objev byl oznámen 20. října 2003 a vycházel z dat získaných projektem Sloan Digital Sky Survey, jedním z největších přehlídkových astronomických projektů.
Podle některých studií z roku 2011 však může být SGW spíše náhodným uskupením tří blízkých struktur než jednou skutečně propojenou kosmickou stěnou.

## Význam objevu
Objev Sloanovy velké zdi významně rozšířil poznatky o kosmologických modelech a pomohl lépe pochopit velkorozměrové struktury ve vesmíru. Její studium přineslo nové poznatky o formování galaxií a uspořádání hmoty v kosmu.

## Největší kosmické struktury
V době objevu byla SGW největší známou kosmickou strukturou. Později však byly nalezeny ještě větší útvary, například:
- Obří skupina kvasarů LQG s délkou až 4 miliardy světelných let.[5]
- Velká zeď Hercules-Corona Borealis, která je největší známou strukturou a dosahuje délky přibližně 10 miliard světelných let.[6]